# Georges Darzens

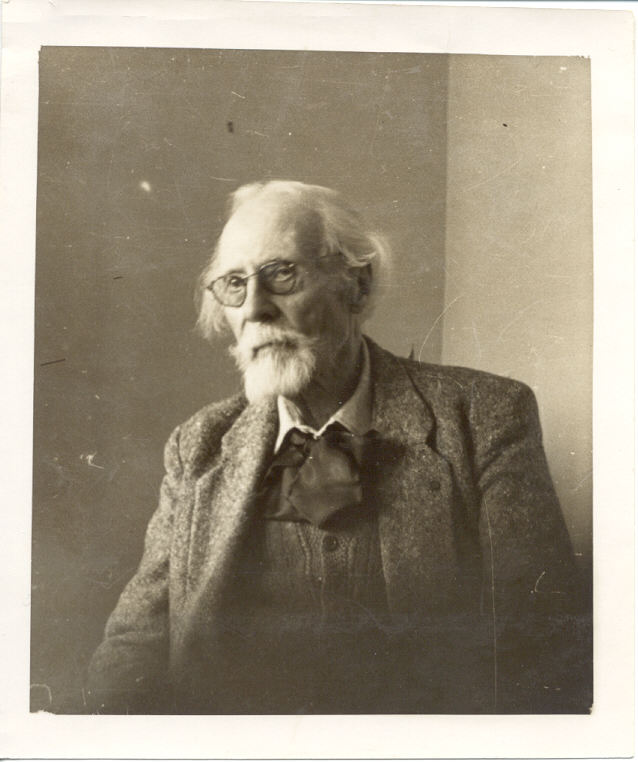
Georges Auguste Darzens

Auguste Georges Darzens (* 12. Juli 1867 in Moskau; † 10. September 1954 in Paris) war ein französischer Chemiker.

## Leben und Wirken
Georges Darzens wuchs in Moskau auf, wo sein Vater Kaufmann war, unter anderem importierte er Luxusgüter und Weine aus Frankreich. Seine Mutter war Konzertpianistin und mit Léon Frapié verwandt. Er besuchte in Paris ab 13 Jahren Vorbereitungsschulen für die Eliteuniversitäten und studierte ab 1886 an der Pariser École polytechnique. Zunächst neigte er der Astronomie zu, was er wegen Sehschwäche aufgab, dann Physik und Mathematik (Agrégation in Physik 1895) und schließlich ab 1890 Medizin, in der er 1899 promoviert wurde. Er befasste sich mit physiologischer Optik und veröffentlichte eine Theorie der Farbwahrnehmung. Sein Chemieprofessor war Édouard Grimaux. Die 1904 von ihm entdeckte Darzens-Glycidester-Kondensation ist nach ihm benannt. 1897 bis 1920 leitete er das Labor der Parfümerie L. T. Pivier. Außerdem befasste er sich ab den 1890er Jahren mit Automobilen, die er auch selbst baute und die er in Rennen fuhr. Von 1912 bis 1937 war er Professor für Chemie an der École polytechnique.
Manchmal wird auch die Darzens-Olefin-Acylierung nach ihm benannt.

## Bibliografie
- Georges Darzens: Chemistry. Doubleday, Page & Co., 1914.